# Rhythmbox
Rhythmbox är en fri musikspelare för GNOME inspirerad av Apples Itunes-mjukvara. Rhythmbox har stöd för en mängd olika digitala format som Ogg Vorbis, MP3 och Flac via GStreamer och programmet kan även spela upp musik i cd-format och via webbradio. Det har dessutom stöd för ett flertal varierande insticksprogram så som låttexter, visualisering samt strömhanterare.
Programmet är, i likhet med Itunes, utformat utifrån idén att användaren importerar sin musik i ett bibliotek som denne sedan kan sortera, söka i och filtrera för att välja musik. Det underlättar storligen om användaren har taggat sin musik ordentligt, så att denne kan söka och filtrera på ett flertal av de vanligaste taggarna. Det går även att skapa spellistor inte bara genom att välja låtar utan även från sökningar och filter som sedan håller listan uppdaterad automatiskt om det importeras mer musik. Import kan ske från hårddisken, från Ipod eller extraheras från cd-skiva med till exempel programmet Sound Juicer.